# GAPT
GAPT (англ. GRB2 binding adaptor protein, transmembrane) – білок, який кодується однойменним геном, розташованим у людей на 5-й хромосомі. Довжина поліпептидного ланцюга білка становить 157 амінокислот, а молекулярна маса — 17 883.
| 10         |  | 20         |  | 30         |  | 40         |  | 50         |
| ---------- |  | ---------- |  | ---------- |  | ---------- |  | ---------- |
| MSKSCGNNLA |  | AISVGISLLL |  | LLVVCGIGCV |  | WHWKHRVATR |  | FTLPRFLQRR |
| SSRRKVCTKT |  | FLGPRIIGLR |  | HEISVETQDH |  | KSAVRGNNTH |  | DNYENVEAGP |
| PKAKGKTDKE |  | LYENTGQSNF |  | EEHIYGNETS |  | SDYYNFQKPR |  | PSEVPQDEDI |
| YILPDSY    |  |            |  |            |  |            |  |            |

A: Аланін

C: Цистеїн

D: Аспарагінова кислота

E: Глутамінова кислота

F: Фенілаланін

G: Гліцин

H: Гістидин

I: Ізолейцин

K: Лізин

L: Лейцин

M: Метіонін

N: Аспарагін

P: Пролін

Q: Глутамін

R: Аргінін

S: Серин

T: Треонін

V: Валін

W: Триптофан

Локалізований у клітинній мембрані, мембрані.